# サム・グラディ
サミュエル・ルイス・"サム"・グラディ （Samuel Louis "Sam" Graddy III、1964年2月10日 - ）は、アメリカ合衆国の陸上競技選手、プロフットボール選手。サウスカロライナ州チェロキー郡ガフニー出身。

## 経歴
高校時代はアメリカンフットボールのテイルバックを務めた。身長5フィート10インチ、体重160ポンドの小さな体の彼は、カレッジフットボール界から招待や奨学金のオファーを受けることがなく、テネシー大学に進学したもののランニングバックとしての活躍の場は与えられず、キックオフリターナー、パントリターナーとして起用された。大学4年次に彼が捕球したパスは3回のみであった。
陸上競技では、100mでNCAAの大会で優勝、60m走では世界記録を樹立した。
グラディは大学在学中に出場した1984年ロサンゼルスオリンピックの男子4×100mリレーで、アメリカチームの一員として第1走を受け持ち、37秒83の世界新記録で金メダルを獲得。100mにも出場し、金メダルを獲得したカール・ルイスについで銀メダルを獲得した。100mの決勝では75mまでルイスより先行し、ベン・ジョンソンより先着した。
大学卒業後、1987年にフリーエージェントでデンバー・ブロンコスに入団、1988年まで在籍した。2年間の在籍中、彼は8試合に出場したが1レシーブにとどまった。
1989年にブロンコスがプランBリストに彼を載せた際、スピードのある選手を好むアル・デービスオーナーのロサンゼルス・レイダースが彼を獲得した。同年8月の練習中に足を骨折して
1992年までロサンゼルス・レイダースに在籍したがパスを落とすことが多く次第にプレー機会は減少した。1991年のヒューストン・オイラーズ戦で80ヤードのTDレシーブを記録している。
レイダースでは1試合の先発を含む35試合し、17回のレシーブで447ヤードを獲得、3TDをあげた。また27回のキックオフリターンで458ヤードを獲得した。
1993年8月、ドラフト指名権と引き換えにロサンゼルス・ラムズにトレードされたが、8月下旬にロースターからカットされた。

## 主な実績
| 年   | 大会                   | 場所                           | 種目         | 結果 | 記録   |
| ---- | ---------------------- | ------------------------------ | ------------ | ---- | ------ |
| 1983 | ユニバーシアード       | エドモントン（カナダ）         | 100m         | 3位  | 10秒42 |
| 1983 | パンアメリカン競技大会 | カラカス（ベネズエラ）         | 100m         | 3位  | 10秒18 |
| 1984 | オリンピック           | ロサンゼルス（アメリカ合衆国） | 4×100mリレー | 1位  | 37秒83 |
| 1984 | オリンピック           | ロサンゼルス（アメリカ合衆国） | 100m         | 2位  | 10秒19 |
| 1985 | 世界室内陸上           | パリ（フランス）               | 60m          | 2位  | 6秒63  |